# Pyrrhorachis cosmetocraspeda
Pyrrhorachis cosmetocraspeda là một loài bướm đêm trong họ Geometridae.